# Medem (flod)
Medem er en i nutiden en 16,2 km (med hydrografisk definieret overløb 22,6 km) lang flod i Niedersachsen, der opstår ved at fem vandløb forenes ved Ihlienworth og udmunder ved byen Otterndorf i floden Elben. Som en Pril har den ingen fald. Hoved-strømretningen gør, at overfladevandet kun kan flyde i Elben.
I nutiden begynder Medem syd for Ihlienworth ved at fem vandløb forenes. Alle disse vandløb afvander den oprindelig under vandspejlet Hadelner Sietland mose.
Lidt før Ihienworth hæver et pumpeværk vandet så meget, at vandet kan løbe gennem den højere liggende Elben-marsk (Hadelner Hochland). Mellem dette pumpeværk og udmundingspumpeværket ved Otterndorf gennemløber Medem ca 70 Mæander. Før diget ved Elben udmunder Medem gennem sin egen sluse ved kanalen Hadelner Kanal (GKZ: 5992). For at være uafhængig af den naturlige afvanding gennem tidevandet, blev pumpeværket ved Otterndorf bygget i 1928. Det er muligt for små og middelstore både at sejle fra mundingen i Elben (med skibssluse gennem diget) til pumpeværket i Ihlienworth.

## Økonomi og afvanding
Indtil det 19. århundrede var Medem for Landes Hadeln og det lavtliggende marskland livsåre både som trafikvej og til afvanding. Begge dannede baglandet for Elben-havnen Otterndorf ved Medem-mundingen. Også i nutiden er Otterndorf midtpunktet for den lille region. Mens trafikken, bortset fra fritidsaktiviteter, på veje og skinner foregår fra Otterndorft, er Medem stadigvæk uundværlig for afvandingen af de lavtliggende landområder. Før 1852 havde Medem et afvandingsområde på ca. 50.000 ha. Efter bygningen af kanalen Hadler Kanal kunne dette areal formindskes med ca. 28.000 ha. Afvandingen lykkedes først efter en fordeling af en del af vandmængden gennem Hadelner Kanal, såvel gennem anlægget (1928) og udvidelse (1952/54) af pumpeværket Otterndorf.

## Turisme
Turisme og afvandingen har i nutiden en stor betydning. I sommermånederne sejler to turistbåde rundture på Medem, fra anlægget ved slusen i Otterndorf til Neuenkirchen, Pedingworth elller Ihlienworth. Da Medems flodbred ikke er befæstet, sejles der kun med en hastighed af seks kilometer i timen. Om sommeren tilbydes der endvidere fta Ihlienworth bådsture med både som stammer fra Spreewald. Bådene drives dog med en lille elektromotor. Medem er også et yndet mål for lystfiskeri.

## Natur
Ved flodbredden kan man træffe mange forskellige fuglearter: vildand, vibe, vandhøns, fiskehejre, skarv og isfugl.
I Medem er det muligt at fange: ål, pigfinnefisk, gedde, karpe, suder og Sandart.

## Bifloder, Kanaler og Vandløb
| - Große Medemstader Wettern - Straßdeichwettern - Emmelke - Große Siedenteiler Wettern - Auswettern | - Uthwettern - Wilster - Braunswettern - Alte Medem - Hadelner Kanal |

- Pumpeværket ved Ihlienworth
- Turistbåd på Medem
- Idyl
- Hejre på Medem
- Medem
- Set fra Medem
- Medem i Otterndorf
- Medem set fra slusen i Otterndorf